# Quintana (Teksas)
Quintana – miasto w Stanach Zjednoczonych, w stanie Teksas, w hrabstwie Brazoria, nad Zatoką Meksykańską.